# Famille Demachy
La famille Demachy est une famille française subsistante ayant donné de nombreux artistes peintres et des banquiers.

## Filiation
- Antoine Demachy, compagnon menuisier. Il épouse Anne Nau.
  - Pierre-Antoine Demachy (1723-1807), artiste peintre et graveur. Il épouse Louise Quest.
    - Hector Jacques Antoine Demachy (1749-1831), greffier en chef à la cour royale d'Orléans. Il épouse Anne Jeanne Marchèse.
      - Hector Charles Claude Demachy (1776-1828), agent de change. Il épouse Rosalie Claudine Bossange, fille de l'éditeur et imprimeur-libraire Martin Bossange (1765-1865), pionnier en matière de commerce international du livre.
        - Charles-Adolphe Demachy (1818-1888), banquier, gérant de la banque Seillière-Demachy et régent de la Banque de France. Il épouse le 1er mai 1850 à Paris, Zoé Girod de l'Ain, fille du général et homme politique Félix Girod de l'Ain (1789-1874)[1].
          - Germaine Félicité Demachy (1851-1929) épouse le 18 août 1870 à Paris, Jean-Centule Raoul René de Galard de Béarn de Brassac, fils de Louis-Hector de Galard de Brassac de Béarn (1802-1871), militaire, ambassadeur et sénateur du Second Empire[1].
          - Charles Demachy (1852-1911), banquier. Il épouse Jeanne de Sourdeval, fille d'Adolphe Laloüel de Sourdeval et de Zélie Ratisbonne, sœur de Louis Ratisbonne et de Flore Singer[1].
            - Germaine Demachy (1875-1959) épouse le 22 juin 1895 à Paris 16e, Ernest Seillière, écrivain, journaliste et critique, membre de l'Académie française.

          - Robert Demachy (1859-1936), banquier, photographe, théoricien de la photographie et chef de file du mouvement pictorialiste en France. Il épouse le 1er mai 1893 à Paris 8e l'Américaine Julie Adélie Delano. Le couple divorce en 1910.
            - Robert Demachy (1894-1947), l’un des héros deu roman Les Croix de bois de Roland Dorgelès publié en 1919.
            - Jacques-François Demachy (1898-1981), dessinateur de mode. Il épouse Eliane Chastel[2].
              - Jean Demachy (1925-2008), illustrateur et journaliste. En 1949, il épouse Claude Henry-Blanchon, fille aînée de l'actrice Geneviève Félix et d'Eugène Paul Henry, dit Jean Henry-Blanchon.
              - Alain Robert Demachy (1931), architecte, antiquaire, décorateur. En 1975, il épouse Aloma Jourdren[2].

    - Louise Victoire Demachy ( -1803) épouse Pierre-Augustin Hulin, comte d'Empire (1758-1841) .